# Ochodaeus hirtus
Ochodaeus hirtus es una especie de coleóptero de la familia Ochodaeidae.

## Distribución geográfica
Habita en Java (Indonesia).